# Xã Adams, Quận DeKalb, Missouri
Xã Adams (tiếng Anh: Adams Township) là một xã thuộc quận DeKalb, tiểu bang Missouri, Hoa Kỳ. Năm 2010, dân số của xã này là 709 người.